# Ранчо Санта Маргарита (град, Калифорния)
Ранчо Санта Маргарита (на английски: Rancho Santa Margarita) е град в окръг Ориндж, щата Калифорния, САЩ.
Ранчо Санта Маргарита е с население от 47214 жители (2000) и обща площ от 31,9 km². Намира се на 290 m надморска височина. ЗИП кодовете му са 92688, 92679, а телефонният му код е 949.